# Distrikt Calana
Der Distrikt Calana liegt in der Provinz Tacna in der Region Tacna im äußersten Südwesten von Peru. Der Distrikt hat eine Fläche von 108,38 km². Beim Zensus 2017 wurden 2.979 Einwohner gezählt. Im Jahr 1993 lag die Einwohnerzahl bei 1.682, im Jahr 2007 bei 2.625. Verwaltungssitz des Distrikts ist die 10 km nordöstlich der Großstadt Tacna am Fluss Río Caplina auf einer Höhe von 850 m gelegene Ortschaft Calana.
Der Distrikt liegt am Rande der Küstenwüste von Süd-Peru und reicht im Osten bis zu den Ausläufern der peruanischen Westkordillere. Er hat eine Längsausdehnung in WSW-ONO-Richtung von 17 km sowie eine Breite von etwa 7 km. Der Distrikt grenzt im Westen an den Distrikt Ciudad Nueva, im Norden und Osten an den Distrikt Pachía sowie im Süden an den Distrikt Pocollay.
Der Distrikt existiert schon seit dem 20. August 1872.